# 坎内德拉巴塔利亚
坎尼（拉丁語：Cannae），今称坎内德拉巴塔利亚（義大利語：Canne della Battaglia，義大利語發音：[kanne della battaʎʎa]），是古代意大利东南部阿普利亞地区的一个村镇。坎尼在奥菲杜斯河（今奥凡托河）附近，坐落于奥菲杜斯河右岸的山坡上，奥菲杜斯河口西南9.6公里，巴列塔西南9公里。
坎尼主要因坎尼會戰而得名，在这场发生在公元前216年的会战中, 罗马人被漢尼拔所率军队打败（参见第二次布匿戰爭）。关于会战是在河的左岸还是右岸进行的存在着重要的争论。
在之后的年代，此地成为了罗马的公民城, 在山上仍有不重要的罗马遗迹，被称作Monte di Canne。在中世纪，此地成为一个教區，后毁于1276年。